# Jacques-Hyacinthe Serry
Jacques-Hyacinthe Serry (né en 1659 à Toulon et mort le 12 mars 1738 à Padoue) est un théologien dominicain français.

## Biographie
Fils d’un médecin de marine de Toulon, entré jeune dans l’ordre dominicain, il est envoyé pour ses études à Paris, où il est formé par Noël Alexandre (auquel il dédie une louange et dont il prendra la défense par la suite). Professeur de philosophie et prédicateur à Paris. En 1690, il est envoyé à Rome pour devenir théologien du cardinal Altieri et consulteur du Saint-Office, et fait partie de ce groupe de dominicains français influents à Rome, comme Antoine Massoulié et le P. Général de l’ordre, Antonin Cloche. Ce dernier le charge notamment en 1690 de préparer une deuxième édition de la grande Historie de l’Église de Noël Alexandre, condamnée en 1690 pour ses positions proches du gallicanisme. De retour à Paris en 1696, il y devient docteur en théologie de la Sorbonne (1697). La même année, il est appelé comme professeur de théologie à l’Université de Padoue, qui accueillait alors de nombreux dominicains français, et occupe la chaire jusqu’à sa mort. Il meurt à Padoue le 12 mars 1738 à l'âge de 79 ans.

## Œuvres
Serry était thomiste fort zélé, et publia une histoire des congrégations De auxiliis, où il laissait tout l’avantage aux thomistes sur leurs adversaires. Cette histoire, qui parut en latin, à Louvain, en 1700, sous le nom d’Augustin le Blanc, et dont le P. Quesnel fut l’éditeur, donna lieu à des écrits du P. Germon, jésuite, et d’un syndic de l’Université de Trèves, et à une autre histoire de ces congrégations, par le P. Liévin de Meyer, jésuite, Anvers, 1705. Serry se défendit par deux écrits contre Germon, et publia, en 1709, une nouvelle édition de son histoire, fort augmentée. Lorsque la Véritable Tradition de l’Église sur la prédestination et la grâce, attribuée à Jean de Launoy, parut en 1702, Serry entreprit de la réfuter et de venger St-Augustin, qu’il croyait calomnié ; il y eut quelques lettres écrites à ce sujet entre le P. Daniel et lui. Un traité théologique du même P. Daniel, Sur l’efficacité de la grâce, en 1706, attira une réponse de Serry sous le titre de Schola thomistica vindicata. On lui attribué des lettres écrites des Champs-Elysées sur les enfants morts sans baptême, et les Vrais Sentiments des jésuites sur le péché philosophique. On a encore de lui un écrit italien sur les rites chinois, quelques écrits sur des contestations entre les missionnaires dans l’île de Scio ; une Dissertation sur la profession de St-Thomas d’Aquin au mont Cassin, fable réfutée par le P. Touron ; et une Défense d’Ambroise Catharin sur l’intention nécessaire pour l’administration des sacrements. Enfin Serry est encore auteur des Exercitationes historicæ, criticæ, polemicæ de Christo, Ejusque Virgine Matre, Venise, 1719 ; d’un Traité pour concilier St-Augustin avec St-Thomas ; de deux Dissertations sur l’infaillibilité du pape. Les jansénistes ont reproché à Serry d’avoir abandonné, dans cet écrit, les doctrines qu’il avait soutenues autrefois. Ils ont été plus contents de sa Theologia supplex, in-12, 1736, qui a été traduite en français en 1756, et qui avait pour objet de demander des explications de la bulle Unigenitus. Cependant la traduction n’est pas très-fidèle ; et comme Serry était soumis à la bulle, l’auteur des Nouvelles ecclésiastiques, 1756, p. 115, dit que son livre est ennuyeux et que ses explications pèchent contre la sincérité.